# Air Cargo Germany
Air Cargo Germany foi uma empresa de carga aérea alemã fundada em 2008 com sede e com base no Aeroporto de Frankfurt-Hahn até 2013.
Fechou todas as operações em 18 de Abril 2013.